# Spaniopterus
Spaniopterus is een geslacht van vliesvleugeligen uit de familie Encyrtidae. De wetenschappelijke naam van dit geslacht is voor het eerst geldig gepubliceerd in 1927 door Gahan.

## Soorten
Het geslacht Spaniopterus is monotypisch en omvat slechts de volgende soort:
- Spaniopterus crucifer Gahan, 1927